# Mateo Majdalani
Mateo Majdalani (n. 15 iulie 1994, San Isidro⁠(d), Buenos Aires, Argentina) este un iahtman ce a reprezentat Argentina, medaliat olimpic. A participat la o ediție a Jocurilor Olimpice (2024) în care a câștigat o medalie de argint.